# Wanda Thomas Bernard
Wanda Thomas Bernard, née le 1er août 1953, est une travailleuse sociale, enseignante et femme politique canadienne.
Elle est une sénatrice canadienne depuis le 10 novembre 2016. Elle est la première Afro-Néo-Écossaise à siéger au Sénat du Canada.

## Biographie
Née le 1er août 1953, Wanda Thomas Bernard est une sénatrice canadienne. Elle est travailleuse sociale et éducatrice à East Preston, en Nouvelle-Écosse. Bernard est la première Canadienne noire à occuper un poste universitaire et à devenir professeure titulaire à l'Université Dalhousie, où ses recherches portent sur l'anti-oppression et la diversité. Bernard est l'une des membres fondateurs de l'Association des travailleurs sociaux noirs.En 2005, elle reçoit l'Ordre du Canada pour son travail sur le racisme et la diversité dans le domaine du travail social et, en 2014, l'Ordre de la Nouvelle-Écosse (en). Le 27 octobre 2016, Bernard est nommé au Sénat du Canada par le premier ministre Justin Trudeau pour siéger en tant qu'indépendant. Au moment de sa nomination, elle estt présidente du conseil consultatif sur la condition de la femme de la Nouvelle-Écosse. Elle est la première femme afro-néo-écossaise à siéger dans la salle du Sénat.

### Publications
- (en)Wanda Thomas Bernard, Fighting for Change : Black Social Workers in Nova Scotia, Pottersfield Press, 2006, 224 p. (ISBN 978-1895900804)
- (en)Lena Dominelli and Wanda Thomas Bernard, Broadening Horizons: International Exchanges in Social Work, Routledge, 2017 (ISBN 9781351954471)

## Interventions au Sénat

### Projet de loi modificatif--Deuxième lecture--Ajournement du débat

#### 4 avril 2019 - La Loi sur le système correctionnel et la mise en liberté sous condition
« Monsieur le sénateur, je souhaite poser une question sur les prisonniers d’origine africaine. Ils représentent 9,3 p. 100 des détenus dans les pénitenciers fédéraux du pays, même s’ils représentent seulement 2,9 p. 100 de la population canadienne.
Selon le Bureau de l’enquêteur correctionnel, cette proportion trop élevée dans les pénitenciers fédéraux est à la hausse. C’est une statistique alarmante qui m’amène à demander quelles mesures sont prévues dans le projet de loi C-83 pour remédier à la surreprésentation des personnes d’origine africaine dans les pénitenciers fédéraux, particulièrement celles qui sont placées en isolement ou dans les unités d’intervention structurée proposées ».